# Ellen Braumüller

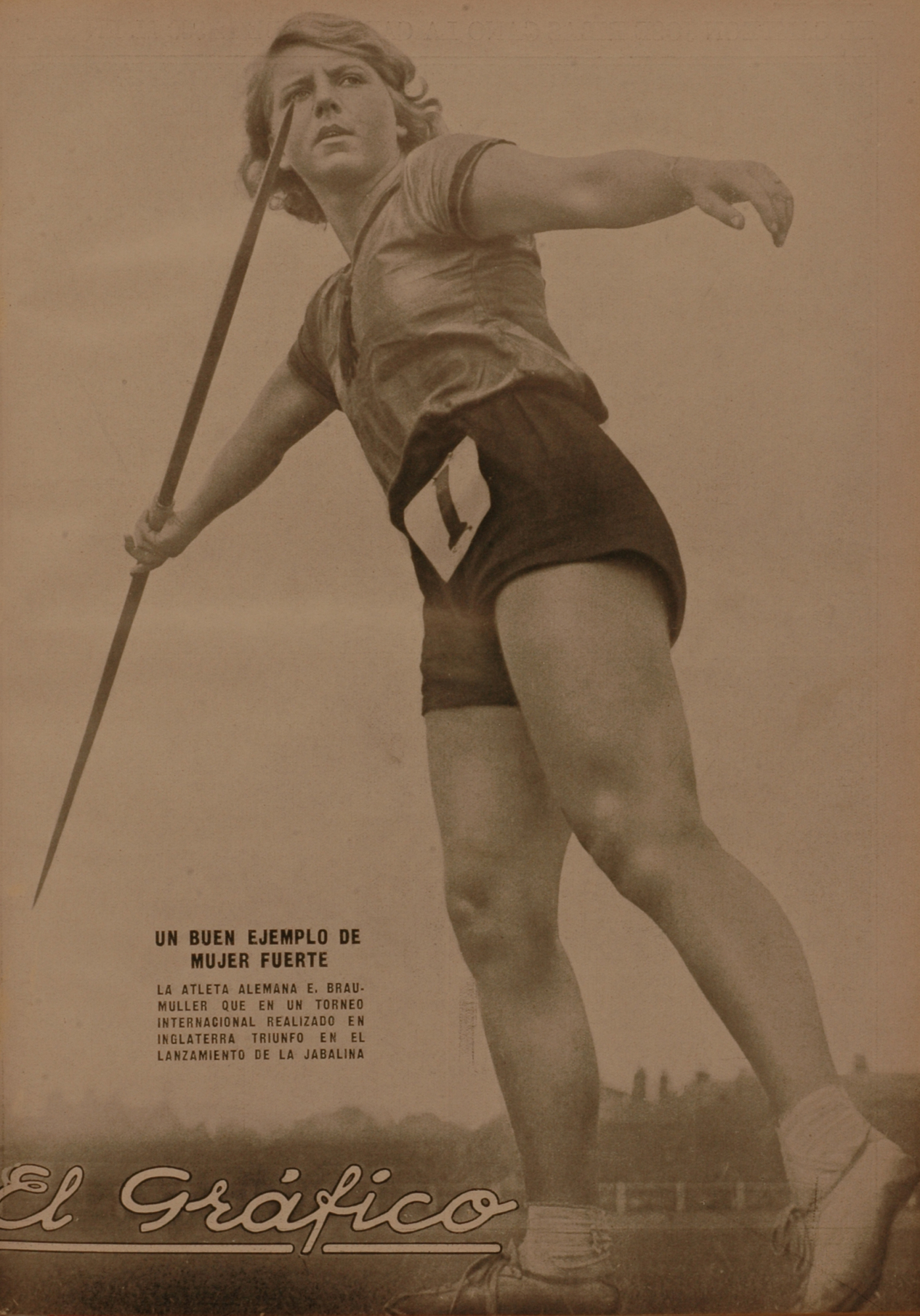
Ellen Braumüller en la tapa de la revista argentina El Gráfico del 30 de agosto de 1930. Puede leerse: Ejemplo de mujer fuerte. La atleta alemana E. Braumuller que en un torneo internacional realizado en Inglaterra triunfó en el lanzamiento de la jabalina.

Ellen Braumüller (Berlín, Alemania, 24 de diciembre de 1910-ibídem, 10 de agosto de 1991) fue una atleta alemana, especialista en la prueba de lanzamiento de jabalina en la que llegó a ser subcampeona olímpica en 1932.

## Carrera deportiva
En los JJ. OO. de Los Ángeles 1932 ganó la medalla de plata en el lanzamiento de jabalina, llegando hasta los 43.49 metros, siendo superada por la estadounidense Babe Didrikson (oro con 43.68 m) y por delante de la también alemana Tilly Fleischer (bronce con 43.00 metros).